# Arispe
Arispe è una città degli Stati Uniti, situata nella Contea di Union, nello Stato dell'Iowa.

## Geografia fisica
Arispe è situata a 40°56′56″N 94°13′08″W (40.949010 -94.218974). La città ha una superficie di 1,3 km², interamente coperti da terra. Arispe è situata a 387 m s.l.m.

## Società

### Evoluzione demografica
Al censimento del 2000, Arispe contava 89 abitanti e 42 famiglie. La densità di popolazione era di 68,46 abitanti per chilometro quadrato. Le unità abitative erano 44, con una media di 33,84 per chilometro quadrato. La composizione razziale contava il 100,00% di bianchi.